# Мурманское Нахимовское военно-морское училище
Нахимовское военно-морское училище Министерства обороны Российской Федерации в г. Мурманск — федеральное государственное казённое общеобразовательное учреждение с дополнительными образовательными программами, направленными на проведение военной подготовки несовершеннолетних граждан, находящееся в ведении Министерства обороны Российской Федерации. Является филиалом Нахимовского военно-морского училища (г. Санкт-Петербург).

## История
31 августа 2016 года при посещении Владивостокского президентского кадетского училища Президент Российской Федерации Владимир Путин поручил Министру обороны РФ генералу армии Сергею Шойгу создать филиал Нахимовского военно-морского училища в Мурманске.
В декабре 2016 года на юге Мурманска в Первомайском административном округе на улице Шевченко (на месте бывшей войсковой части технического обеспечения) было определено место постройки учебных и жилых корпусов училища. 21 февраля 2017 года был заложен памятный камень начала строительства училища.
4 апреля 2017 года Министр обороны РФ издал приказ № 209 «О создании филиала федерального государственного казенного общеобразовательного учреждения „Нахимовское военно-морское училище Министерства обороны Российской Федерации“ в г. Мурманск». Общая численность обучающихся в училище определена в 560 нахимовцев и 155 человек штатного персонала.
Строительство училища проходит в два этапа. На первом этапе к 1 сентября 2017 года построены: трёхэтажный учебно-административный корпус площадью около 15 тысяч квадратных метров, столовая со встроенными помещениями дополнительного образования, трёхэтажный спальный корпус на 240 мест, крытый спортивный комплекс, медпункт. На втором этапе, к 1 сентября 2018 года, будут построены спальный корпус на 320 мест, спортивный комплекс с бассейном и ледовым катком, крытый спортивный комплекс с трибунами и площадкой для игры в мини-футбол и тир.
Начальником филиала назначен вице-адмирал запаса Алексей Романович Максимчук. В апреле 2017 года был объявлен первый набор 240 воспитанников в училище: в пятый, шестой и седьмой классы - три параллели по 80 человек в каждой (4 класса - по 20 учеников). Вступительные испытания кандидаты на поступление в НВМУ г. Мурманск проходили по выбору: в Нахимовском военно-морском училище в Санкт-Петербурге или его филиалах в Севастополе и Владивостоке.
1 сентября 2017 года состоялась торжественная церемония открытия училища, на которой присутствовал Главнокомандующий ВМФ России адмирал Владимир Королев. Продолжается строительство базы училища, к сентябрю 2018 года будут введены в эксплуатацию ледовый каток и бассейн.
2 марта 2018 года Министр обороны России генерал армии Сергей Шойгу вручил знамя филиалу Нахимовского военно-морского училища в Мурманске.
18 июня 2022 года в училище был произведён первый выпуск воспитанников, завершивших цикл обучения. Аттестаты о среднем образовании и нагрудные знаки об окончании НВМУ получили 69 нахимовцев.

## Общие сведения

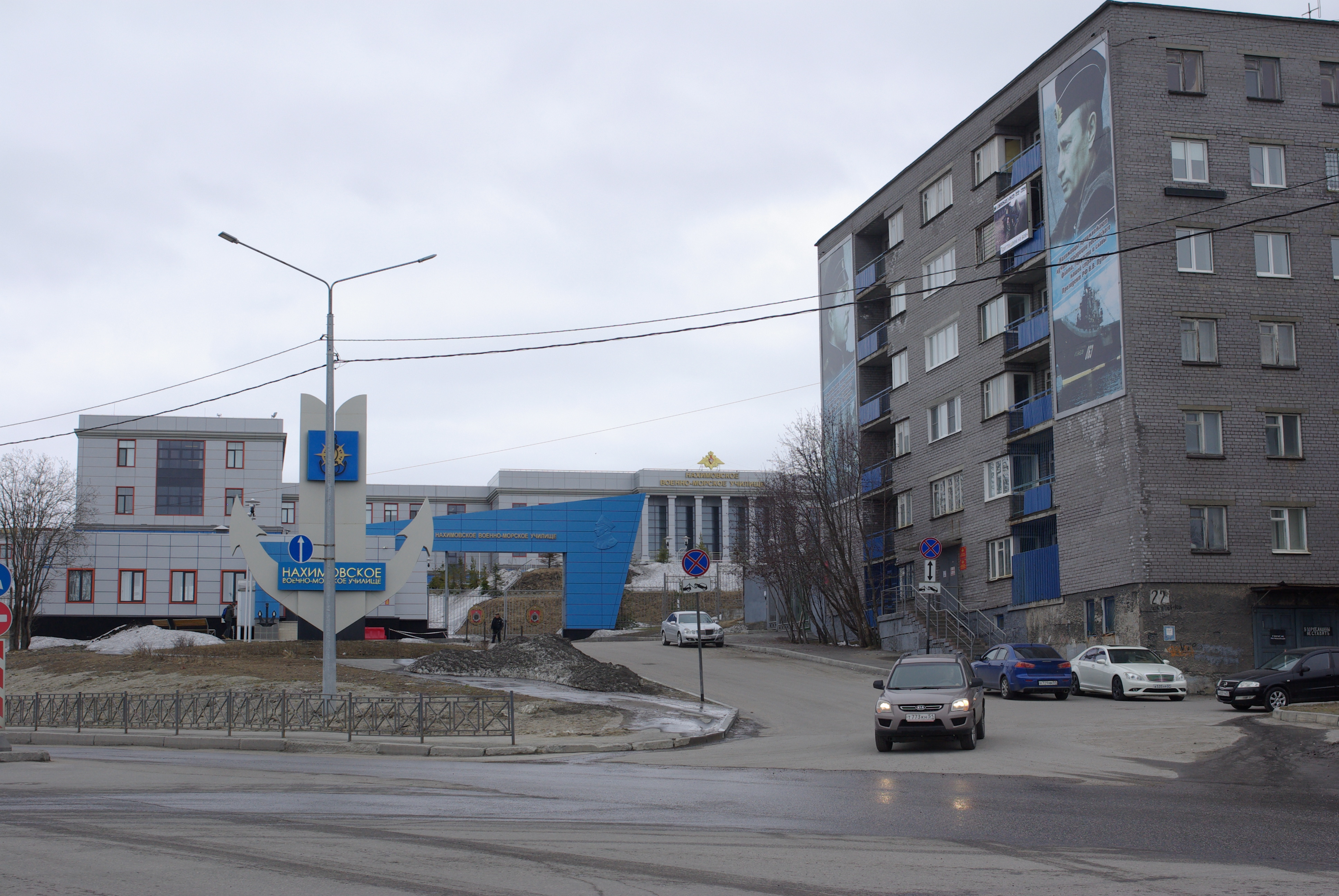
Мурманское Нахимовское училище (2022)

В училище на обучение принимаются только мальчики, годные по состоянию здоровья и имеющие соответствующее образование.
Прием в училище осуществляется на конкурсной основе по результатам: 
- вступительных испытаний по русскому языку, математике и иностранному языку (форма сдачи – собеседование);
- определения психологической готовности кандидатов к обучению в училище (форма сдачи – тестирование);
- определения уровня физической готовности кандидатов для обучения в училище (сдача нормативов: бег на 60 м, подтягивание, бег на 1 км);
- среднего балла табеля успеваемости;
- повышающих показателей – похвальный лист, победы в очных предметных олимпиадах (уровень не ниже районного).
С 2018 года приём кандидатов в НВМУ г. Мурманск будет осуществляться только в 5 класс.